# Liste österreichischer Kabarettisten
Die Liste österreichischer Kabarettisten beinhaltet all jene österreichischen Vertreter jener Gattungen der Unterhaltungskultur, die heute in der Regel als Kabarett zusammengefasst werden. Berücksichtigt werden neben Kabarettisten und Kabarettautoren daher auch jene Künstler, die vor der Definition des Begriffs Kabarett um 1900 als Coupletsänger und Komiker Volksbelustigung und Satire betrieben.

## A
- Florian Adamski (1971–2023), Kabarettist und Schauspieler
- Josef Armin (1858–1925), Coupletsänger, Komiker und Bühnenautor
- Astrid Aschenbrenner (* 1989), Kabarettistin und Schauspielerin, Kabarettduo aschenbrenner.wunderl
- Leon Askin (1907–2005), Schauspieler und Kabarettist
- Caroline Athanasiadis, Kabarettistin (Mitglied Kernölamazonen)

## B
- Barbara Balldini (* 1964), Kabarettistin, Autorin, Sexualpädagogin
- Michael Bauer (* 1983), Kabarettist, Content-Creator
- Roland Otto Bauschenberger (* 1989), Kabarettist
- Gabriela Benesch (* 1965), Schauspielerin, Kabarettistin und Autorin
- Armin Berg (1883–1956), Coupletsänger, Komiker, Kabarettist
- Adolf Bergmann, Kabarettautor
- Eva Billisich (* 1963), Kabarettistin und Schauspielerin
- Alexander Bisenz (1962–2021), Kabarettist und Maler
- Gerhard Blaboll (* 1958), Schriftsteller und Kabarettist
- Peter Blaikner (* 1954), Autor, Musiker, Liedermacher, Kabarettist und Schauspieler
- Karl Blasel (1831–1922), Komiker und Schauspieler
- Benjamin Blaß (Mitglied „Gebrüder Rott“ mit Max Rott), Komiker und Coupletsänger
- Nina Blum (* 1973), Schauspielerin und Kabarettistin
- Wolfgang Böck (* 1953), Kabarettist und Schauspieler
- Robert Bodanzky (1879–1923), Kabarettist, Schauspieler, Conférencier, Operetten- und Schlagerautor
- Alfred Böhm (1920–1995), Kabarettist und Schauspieler
- Maxi Böhm (1916–1982), Kabarettist und Schauspieler
- Valerie Bolzano (* 1968), Schauspielerin und Kabarettistin
- Werner Brix (* 1964), Kabarettist und Schauspieler
- Gerhard Bronner (1922–2007), Kabarettist und Liederschreiber
- Michael Buchinger (* 1992), Entertainer und Kabarettist
- Chrissi Buchmasser (* 1989), Kabarettistin
- Josef Burger (* 1970), Kabarettist
- Mini Bydlinski (* 1962), Kabarettist und Schauspieler

## C
- Gabriel Castañeda (* 1979), Kabarettist, Drehbuchautor und Moderator
- Elli Colditz (* 1980), Kabarettistin, Schauspielerin, Moderatorin & Werbesprecherin
- Heinz Conrads (1913–1986), Conférencier, Schauspieler und Sänger

## D
- Alfred Dorfer (* 1961), Kabarettist und Schauspieler
- Manuel Dospel  (* 1989), Kabarettist
- Roland Düringer (* 1963), Kabarettist und Schauspieler
- Felix Dvorak (* 1936), Kabarettist und Schauspieler

## E
- Klaus Eckel (* 1974), Kabarettist
- Fritz Eckhardt (1907–1995), Kabarettautor, Schauspieler
- Lisa Eckhart (* 1992), Poetry-Slammerin und Kabarettistin
- Christoph Eder (* 1972), Kabarettist, Schauspieler
- Heinrich Eisenbach (1870–1923), Groteskkomiker, Schauspieler und Kabarettist
- Marie-Thérèse Escribano (1926–2023), Sängerin und Kabarettistin

## F
- Christoph Fälbl (* 1966), Kabarettist und Schauspieler
- Karl Farkas (1893–1971), Kabarettist, Conférencier und Schauspieler
- Wolfgang Feistritzer (* 1978), Kabarettist und Sänger
- Andreas Ferner (* 1973), österreichischer Kabarettist und Schauspieler
- Gerald Fleischhacker (* 1971), österreichischer Kabarettist, Autor und Moderator
- Flo und Wisch, musikalisches Kabarettduo
- Martin Flossmann (1937–1999), Kabarettist, Schauspieler, Bühnenautor
- Wolf Frank (* 1968), Entertainer, Kabarettist, Sänger, Schauspieler und Stimmenimitator
- Egon Friedell (1878–1938), Schriftsteller, Kabarettist, Schauspieler
- Christoph Fritz (* 1994), Kabarettist
- Erich Furrer (* 1964), Kabarettist, Schauspieler, Autor, Regisseur

## G
- Peter Gahleitner (1962–2024), Kabarettist
- Viktor Gernot (* 1965), Kabarettist und Stimmenimitator
- Tanja Ghetta (* 1973), Schauspielerin und Kabarettistin
- Alexander Girardi (1850–1918), Schauspieler und Gesangskomiker
- Josef Gnapp (1917–1999), Kabarettist und Komiker, Teil des Musikerduos Pirron und Knapp
- Christoph Grissemann (* 1966), Kabarettist und Radiomoderator
- Severin Groebner (* 1969), Kabarettist
- Wolf Gruber (* 1969), Kabarettist und Moderator
- Fritz Grünbaum (1880–1941), Kabarettist, Lied- und Bühnenautor, Conférencier
- Ferdinand Grünecker, Mitglied des Budapester Orpheums
- Otto Grünmandl (1924–2000), Kabarettist und Schriftsteller
- Gunkl, siehe Günther Paal
- Edmund Guschelbauer (1839–1912), Volks- und Coupletsänger, Gesangskomiker

## H
- Gernot Haas (* 1978), Kabarettist und  Schauspieler
- Josef Hader (* 1962), Kabarettist, Schauspieler und Autor
- Ulrike Haidacher (* 1985), Kabarettistin und Schauspielerin, Kabarettduo Flüsterzweieck
- Alfons Haider (* 1957), Kabarettist, Entertainer und Fernsehmoderator
- Herbert Haider (* 1966), Stimmenimitator, Synchronsprecher, Kabarettist und Schauspieler
- Stefan Haider (* 1972), Theologe und Kabarettist
- Theresia Haiger (* 1969), Sängerin, Schauspielerin und Kabarettistin (Mitglied Heilbutt und Rosen)
- Clemens Haipl (* 1969), Kabarettist und Musiker
- Peter Hammerschlag (1902–1942), Dichter, Schriftsteller, Kabarettist und Kabarettautor
- Andrea Händler (* 1964), Kabarettistin und Schauspielerin
- Nina Hartmann (* 1981), Kabarettistin und Schauspielerin
- Heidemarie Hatheyer (1918–1990), Kabarettistin, Schauspielerin und Sängerin
- Doris Maria Hauser (* 1992), Kabarettistin
- Sigrid Hauser (* 1966), Kabarettistin, Schauspielerin, Sängerin und Drehbuchautorin
- Hans Peter Heinzl (1942–1996), Kabarettist, Schauspieler, Moderator und Musiker
- Helfried, siehe Christian Hölbling
- Rupert Henning (* 1967), Schauspieler, Autor, Kabarettist
- Peter Herz (1895–1987), Kabarettist, Librettist und Schriftsteller
- Susanna Hirschler (* 1974), Schauspielerin, Sängerin und Kabarettistin
- Markus Hirtler (* 1969), Kabarettist
- Guggi Hofbauer (* 1986), Kabarettistin
- Christian Hölbling (* 1972), Kabarettist
- Carl Leopold Hollitzer (1874–1942), Kabarettist, Karikaturist und Sänger
- Rolf Holub (* 1956), Kabarettist, Schauspieler und Musiker
- Pepi Hopf (* 1970), Kabarettist
- Peter Hörmanseder (* 1970), Kabarettist (Mitglied maschek.)
- Karl Hornau, Komiker und Coupletsänger
- Kathi Hornau, Coupletsängerin und Schauspielerin
- Herbert Hufnagl (1945–2005), Kolumnist und Kabarettist

## J
- Otto Jaus (* 1983), Kabarettist, Sänger, Schauspieler und Songwriter
- Fredi Jirkal (* 1967), Kabarettist

## K
- Wolfgang Katzer (* 1950), Schauspieler und Autor, Duo Muckenstruntz & Bamschabl
- Götz Kauffmann (1949–2010), Kabarettist und Schauspieler
- Peter Klien (* 1970), Comedy-Autor, Kabarettist und Fernsehmoderator
- Herbert Knötzl, Kabarettist (Mitglied Projekt X) und Radiomoderator
- Lore Krainer (1930–2020), Kabarettistin und Chansonsängerin
- Cissy Kraner (1918–2012), Kabarettistin, Schauspielerin und Sängerin
- Karl Ferdinand Kratzl (* 1953), Kabarettist und Schauspieler
- Georg Kreisler (1922–2011), Kabarettist, Satiriker, Komponist, Schriftsteller
- Alex Kristan (* 1972), Stimmenimitator und Kabarettist
- Gernot Kulis (* 1976), Kabarettist

## L
- Katie La Folle (* 1987), Kabarettistin, Sängerin, Schauspielerin, Sprecherin und Moderatorin (Küstlerinnenname)
- Magda Leeb (* 1976), Kabarettistin
- Günther Lainer (* 1969), Kabarettist und Jongleur
- Hermann Leopoldi (1888–1959), Kabarettist und Klavierhumorist
- Edith Leyrer (* 1943), Schauspielerin und Kabarettistin
- Wolfgang Linder (* 1961), Schriftsteller und Kabarettist
- Peter Lodynski (1936–2021), Kabarettist, Schauspieler und Schriftsteller
- Fritz Löhner-Beda (1883–1942), Librettist, Liedtexter und Schriftsteller
- Aida Loos (* 1980), Kabarettistin und Schauspielerin
- Ciro de Luca (* 1970), Kabarettist und Schauspieler
- Bernhard Ludwig (1948–2023), Kabarettist
- Leo Lukas (* 1959), Kabarettist, Regisseur und Schriftsteller

## M
- Malarina (* 1990, bürgerlich Marina Lacković), serbisch-österreichische Kabarettistin
- Nadja Maleh (* 1972), Kabarettistin, Schauspielerin, Sängerin, Regisseurin und Keynote Speaker
- Eva Maria Marold (* 1968), Schauspielerin, Kabarettistin, Sängerin und Tänzerin
- Thomas Maurer (* 1967), Kabarettist
- Carl Merz (1906–1979), Kabarettist und Schriftsteller
- Benedikt Mitmannsgruber (* 1996), Kabarettist
- Josef Modl (1863–1915), Volkssänger, Komiker, Kabarettist
- Marcel Mohab (* 1979), Schauspieler und Kabarettist
- Michael Mohapp (1958–2015), Schauspieler und Kabarettist
- Robert Mohor (* 1963), Schauspieler, Kabarettist und Autor
- Paul Morgan (1886–1938), Schauspieler und Komiker
- Hans Moser (1880–1964), Schauspieler und Kabarettist
- Moxguat, Kabarettgruppe (gegr. 1998)
- Fritz Muliar (1919–2009), Kabarettist, Schauspieler und Theaterregisseur
- Ludwig Müller (* 1966), Darsteller, Autor und Kabarettist

## N
- Seppi Neubauer (* 1985), Kabarettist
- Michael Niavarani (* 1968), Kabarettist und Schauspieler
- Angelika Niedetzky (* 1979), Schauspielerin und Kabarettistin
- Gudrun Nikodem-Eichenhardt, Kabarettistin (Mitglied Kernölamazonen)
- Uschi Nocchieri (* 1962), Schauspielerin, Kabarettistin und Regisseurin
- Mathias Novovesky (* 1989), Kabarettist und Schauspieler
- Reinhard Nowak (* 1964), Kabarettist und Schauspieler
- Jack Nuri (* 1972), Kabarettist und Schauspieler

## P
- Günther Paal (* 1962), Kabarettist und Musiker
- Robert Palfrader (* 1968), Kabarettist, Schauspieler, Synchronsprecher
- Isabell Pannagl (* 1990), Kabarettistin, Schauspielerin und Sängerin
- Steffi Paschke (* 1964), Kabarettistin, Schauspielerin, Sängerin und Sprecherin
- Theo Peer (1930–2023), Kabarettist und Pianist
- Marion Petric (1966–2021), Stimmenimitatorin, Synchronsprecherin, Kabarettistin, Moderatorin, Sängerin und Schauspielerin
- Adolf Petters (1894–1952), deutscher, in Wien (beim Simpl) wirkender Kabarettpianist
- Heinz Petters (1932–2018), Schauspieler und Kabarettist
- Gunther Philipp (1918–2003), Schauspieler und Kabarettist
- Simon Pichler  (* 1956), Kabarettist
- Bobby Pirron (1918–2007), Sänger, Akkordeonspieler und Texter des kabarettistischen Gesangsduos Pirron und Knapp
- Paul Pizzera (* 1988), Kabarettist
- Susanne Pöchacker (* 1967), Kabarettistin, Schauspielerin und Wissensmanagerin
- Alf Poier (* 1967), Kabarettist und Musiker
- Alfred Polgar (1873–1955), Schriftsteller, Kritiker, Bühnentextschreiber
- Harald Pomper (* 1976), Liedermacher und Kabarettist
- Christian A. Pongratz (* 1973), Autor, Moderator, Wirtschaftskabarettist
- Lydia Prenner-Kasper (* 1982), Kabarettistin und Sängerin
- Herbert Prikopa (1935–2015), Schauspieler, Sänger, Musiker, Kabarettist
- Edwin Prochaska (* 1950), Kabarettist
- Joesi Prokopetz (* 1952), Kabarettist, Musiker, Schauspieler
- Martin Puntigam (* 1969), Kabarettist und Radiomoderator

## Q
- Helmut Qualtinger (1928–1986), Kabarettist, Schauspieler und Schriftsteller

## R
- Birgit Radeschnig (* 1984), Kabarettistin, Kabarettduo RaDeschnig
- Nicole Radeschnig (* 1984), Kabarettistin, Kabarettduo RaDeschnig
- Hosea Ratschiller (* 1981), Kabarettist, Schauspieler, Autor
- Lukas Resetarits (* 1947), Kabarettist und Schauspieler
- Willi Resetarits (1948–2022), Sänger, Kabarettist
- Alexander Roda-Roda (1872–1945), Schriftsteller, Publizist, Kabarettautor
- Claudia Rohnefeld (* 1974), Schauspielerin, Kabarettistin
- Max Rott (1863–1922), Komiker und Coupletsänger
- Manuel Rubey (* 1979), Sänger, Kabarettist
- Gerold Rudle (* 1963), Kabarettist und Schauspieler

## S
- David Scheid (* 1983), Kabarettist, Schauspieler und DJ
- Gregor Seberg (* 1967), Kabarettist, Schauspieler
- Irene S. (* 1962), Kabarettistin, Sängerin und Schauspielerin
- Claudia Sadlo (* 1981), Kabarettistin
- Ulrich Salamun (* 1971), Kabarettist (Mitglied maschek.)
- Omar Sarsam (* 1980), Kabarettist und Arzt
- Stefan Scheiblecker (* 1986), Autor und Kabarettist
- Verena Scheitz (* 1971), Fernsehmoderatorin, Schauspielerin und Kabarettistin
- Otto Schenk (1930–2025), Schauspieler, Regisseur und Kabarettist
- Florian Scheuba (* 1965), Kabarettist
- Dolores Schmidinger (* 1946), Schauspielerin und Kabarettistin
- Werner Schneyder (1937–2019), Kabarettist und Kommentator
- Felix Schobesberger (* 1988), Singer-Songwriter und Kabarettist, bekannt als Blonder Engel
- Clemens Maria Schreiner (* 1989), Schauspieler und Kabarettist
- Herwig Seeböck (1939–2011), Kabarettist und Schauspieler
- Gery Seidl (* 1975), Kabarettist und Musiker
- Christopher Seiler (* 20. März 1987 in Wiener Neustadt), Schauspieler und Sänger
- Gerhard Sexl (1951–2020), Kabarettist und Liedermacher
- Kurt Sobotka (1930–2017), Schauspieler und Kabarettist, Regisseur und Autor
- Werner Sobotka (* 1965), Schauspieler, Kabarettist und Regisseur
- Jura Soyfer (1912–1939), Schriftsteller, Kabarettist und Bühnenautor
- Armin Springer (1870–1942), Komiker, Schauspieler und Gesangshumorist
- Sigrid Spörk (* 1981), Kabarettistin
- Antonia Stabinger (* 1984), Kabarettistin, Kabarettduo Flüsterzweieck
- Robert Stachel (* 1972), Kabarettist (Mitglied maschek.)
- Tamara Stadnikow (* 1935), Kabarettistin, Schauspielerin, Sängerin und Autorin
- I Stangl (* 1954), Kabarettist und Schauspieler
- Ernst Stankovski (1928–2022), Schauspieler, Regisseur, Chansonnier, Kabarettist und Quizmaster
- Franz Stanzl (* 1972), Kabarettist bei Gebrüder Moped
- Herbert Steinböck (* 1958), Schauspieler und Kabarettist
- Erwin Steinhauer (* 1951), Schauspieler und Kabarettist
- Thomas Stipsits (* 1983), Kabarettist und Schauspieler
- David Stockenreitner (* 1990), Kabarettist
- Martin Strecha-Derkics (* 1971), Kabarettist bei Gebrüder Moped
- Mike Supancic (* 1967), Kabarettist

## T
- Reinhard Tramontana (1948–2005), Kabarettist und Kolumnist
- Peter Traxler (1946–2011), Duo Muckenstruntz & Bamschabl

## U
- Helmut Urban (* 1971), Kabarettist und Schauspieler

## V
- Helmuth Vavra (1966–2022), Kabarettist und Autor
- Helmut Vinaccia (* 1974), Kabarettist und Schauspieler
- Andreas Vitasek (* 1956), Kabarettist und Schauspieler
- Ingo Vogl (* 1970), Kabarettist
- Jürgen Vogl (* 1970), Kabarettist
- Gerald Votava, Kabarettist (Mitglied Projekt X) und Radiomoderator

## W
- Berni Wagner (* 1991), Kabarettist
- Paula Walden, Kabarettistin
- Ernst Waldbrunn (1907–1977), Kabarettist und Schauspieler
- Gerhard Walter (* 1972), Kabarettist, Schauspieler, Autor und Regisseur
- Monica Weinzettl (* 1967), Schauspielerin und Kabarettistin
- Jörg-Martin Willnauer (* 1957), aus Deutschland stammender Musikkabarettist, Autor, Komponist und Dozent
- Elke Winkens (* 1970), Schauspielerin und Kabarettistin